# 리벳공 로지

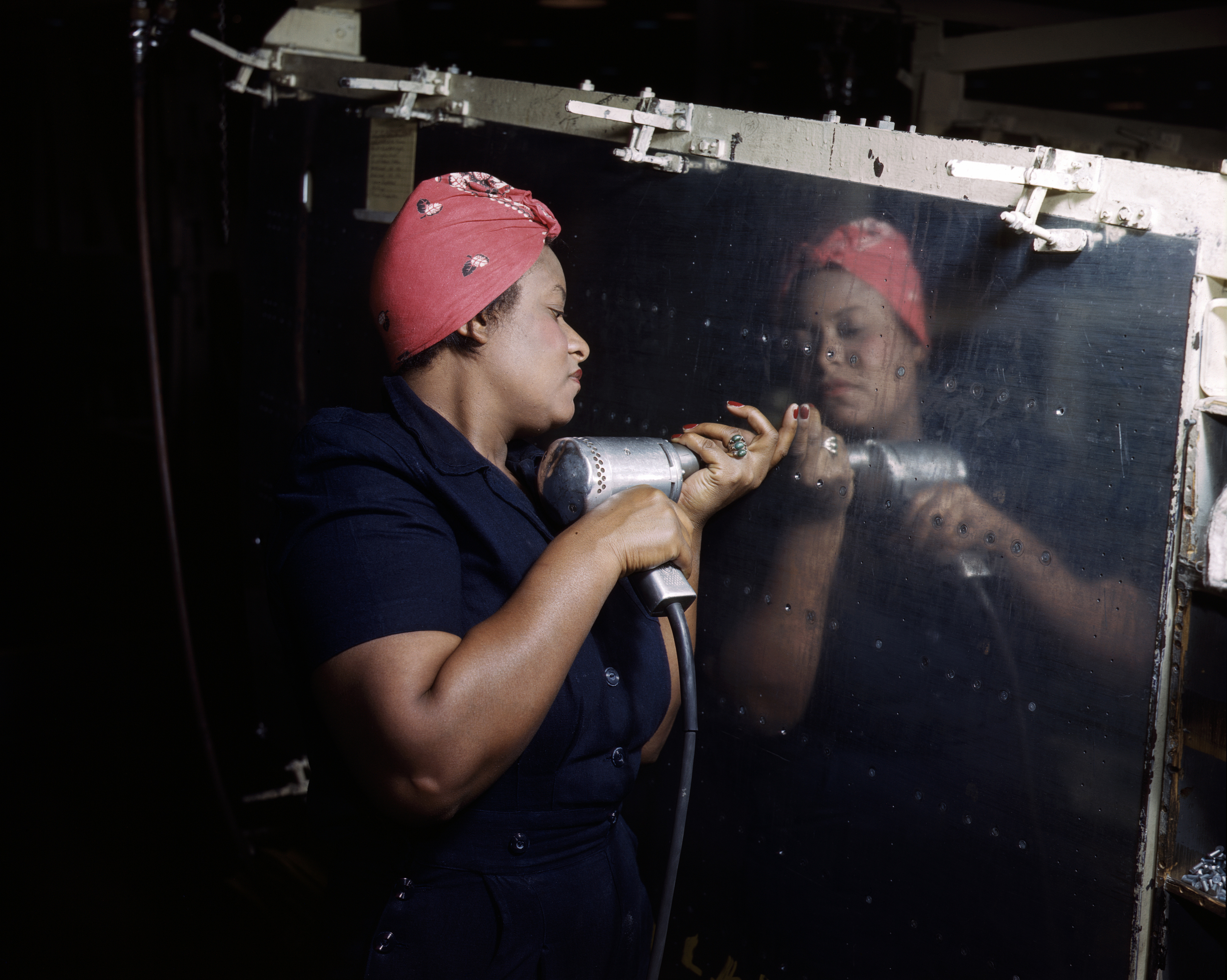
1943년 테네시주 내슈빌의 벌티 A-31 벤전스 폭격기 조립 공장에서 일하는 "로지"

리벳공 로지(영어: Rosie the Riveter 로지 더 리베터[*])는 제2차 세계 대전 당시 미국의 군수 공장에서 일한 여성들을 대표하는 문화적 상징이다. 남성들이 전쟁에 나서자 여성들이 그 자리를 채웠다. 이후 여성 운동의 성장과 함께 재발견되어 미국의 여성주의와 여성의 권리에 대한 상징으로 자리잡게 되었다. 영국에서는 로라 나이트가 그린 포스터 선반공 루비 로프터스가 비슷한 이미지로 사용된 바 있다. 제2차 세계 대전 당시 영국과 미국은 부족한 노동력을 채우기 위해 여성의 공장 취업을 독려하였다. 헐리우드에서는 같은 이름의 노래 〈로지 더 리베터〉를 제작하였다.

## 역사

### 전시 여성 노동력

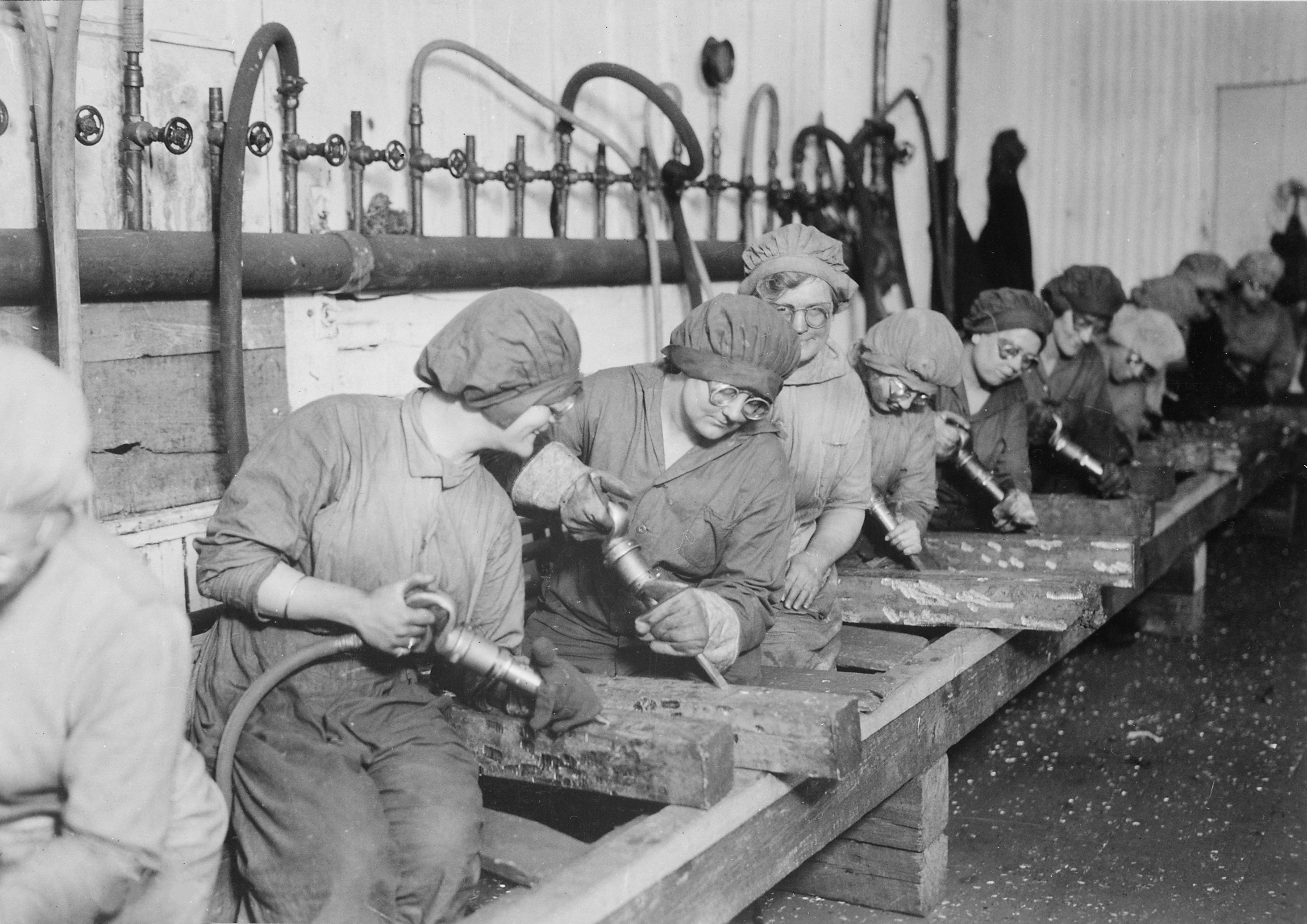
제1차 세계 대전 당시 미국 펜실베이니아주 나이스타운에 위치한 군수 공장에서 일하는 여성들

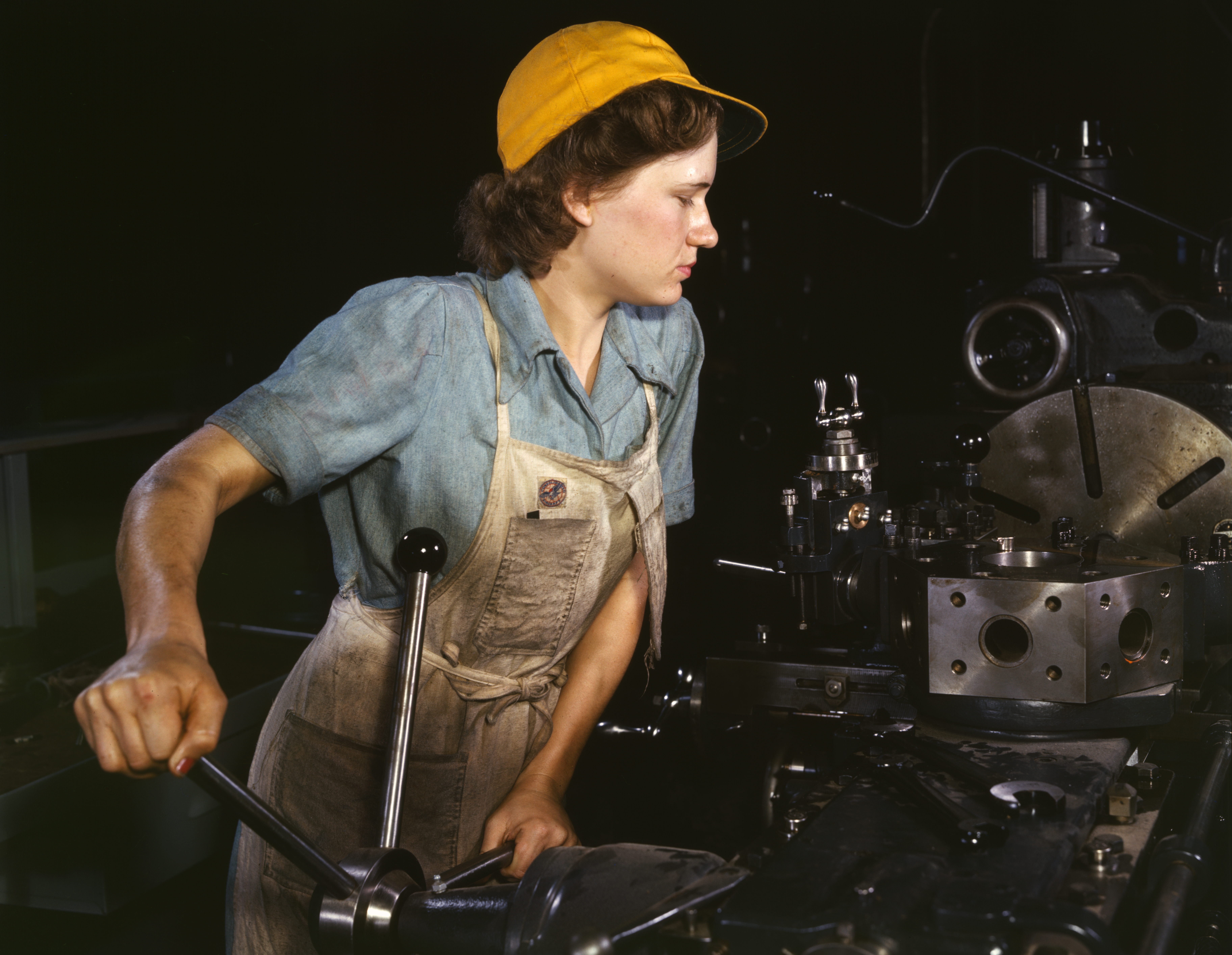
터릿 선반을 가동중인 여성(1942년)

1943년 몬산토의 냉동 광고는 전쟁이 끝나면 여성들이 "주부 로지"로 집으로 돌아갈 것이라고 강조하면서 양면성을 드러낸다.

세계 대전은 국가의 모든 자원을 동원하는 총력전의 양상을 보였고 남성들이 일터에서 벗어나 전선에 투입되자 여성들이 그 자리를 대체하였다. 제1차 세계 대전 시기 이미 여성들이 군수 공장에서 일하였고, 제2차 세계 대전은 그 보다 더 노동력이 필요하였기 때문에 더 많은 여성들이 공장을 채웠다.
제2차 세계 대전 당시 미국의 취업 여성은 1천 9백만 여명에 달했다. 이들 가운데 많은 수는 이미 전쟁 전부터 낮은 임금을 받으며 공장에서 일했고 전쟁 기간에는 일을 그만 둔 여성들도 공장에 재취업하라는 압력을 받았다. 여성 취업 인력 가운데 전시에 새로 투입된 수는 3백만 명에 불과하다. 여성 노동자들의 대다수는 남성의 감독 아래 근무하였고 전쟁이 끝나면 다시 주부로 돌아갈 것이라고 예상되었다. 이미 공장에서 일하는 여성들의 경우 보다 높은 급여가 보장된 "필수" 업무를 희망했기 때문에 미국 정부는 전쟁으로 홀로 가정을 꾸리게 된 주부들을 대상으로 공장 취업 캠페인을 벌였다. 그렇지 않은 경우에도 전쟁 뒤에는 다시 주부가 될 것이라 여겨지는 여성이 캠페인의 대상이었다. 미국 정부의 어느 광고는 여성들에게 다음과 같이 요청하였다. "전기 믹서를 사용할 수 있나요? 그러면 천공기도 다룰 수 있습니다.":160 선전물은 또한 아내가 직업을 갖는 것을 원치 않는 남편을 대상으로도 제작되었다.
제2차 세계 대전 기간에 직업을 갖게 된 여성 가운데 상당수는 아이가 있는 엄마였다. 이들 여성은 아이들을 돌보고 가족을 일으켜 세우기 위해 노력하였다. 이들은 그룹을 만들고 서로에게 요리법과 세탁 비법을 전수하기도 하였다. 어린 아이를 기르는 여성들은 아파트와 집을 공유하여 시간과 돈, 가전기구, 음식 등을 절약하였다. 이렇게 함께 사는 여성이 둘 다 일을 할 때에는 근무시간을 조정하여 서로의 아이들을 돌봤다. 전시상황에서 이들이 전업주부로만 있기에는 노동력이 너무나 부족하였고, 이들 역시 자신들이 만드는 군수품이 전장의 군인을 지원한다는 것에 큰 자부심을 느꼈다. 전시 직업을 갖은 여성은 6백만명 이상으로 아프리카계, 히스페닉, 백인, 아시아계 가릴 것 없이 모두 한데 섞여 일했다. 비 커스틴 브루먼의 책 《리벳 한 줌》에서 그녀는 리벳공이 되어 B-17 조립 라인에서 일했으며 "B-17의 기체를 조립 라인에서 뒤집는 일은 말로 다하기 힘들 정도로 너무나 힘들었지. 우리가 어떤 느낌이었는지 믿지 못할거야. 우린 그걸 해냈다고!"라고 술회하고 있다. 여성들은 노동력을 제공하는 도전을 받아들였으며 그후 평등한 권리를 향한 강고한 모험을 지속하였다.
1944년 미국의 승리가 확실하게 되자 정부는 여성들에게 가정으로 돌아가라고 선전하기 시작했다. 훗날 상당수의 여성들은 저임금 노동 현장에 되돌아가기 보다는 성직자나 행정 사무와 같은 전통적인 직업을 갖기도 하였다. 그러나 전시 직업을 갖게 되었던 여성들 가운데에는 이후에도 계속하여 공장에서 일하였다. 전후인 1947년 통계에서 여성노동자의 비율은 36%에서 28%로 감소하였다.

### 노래

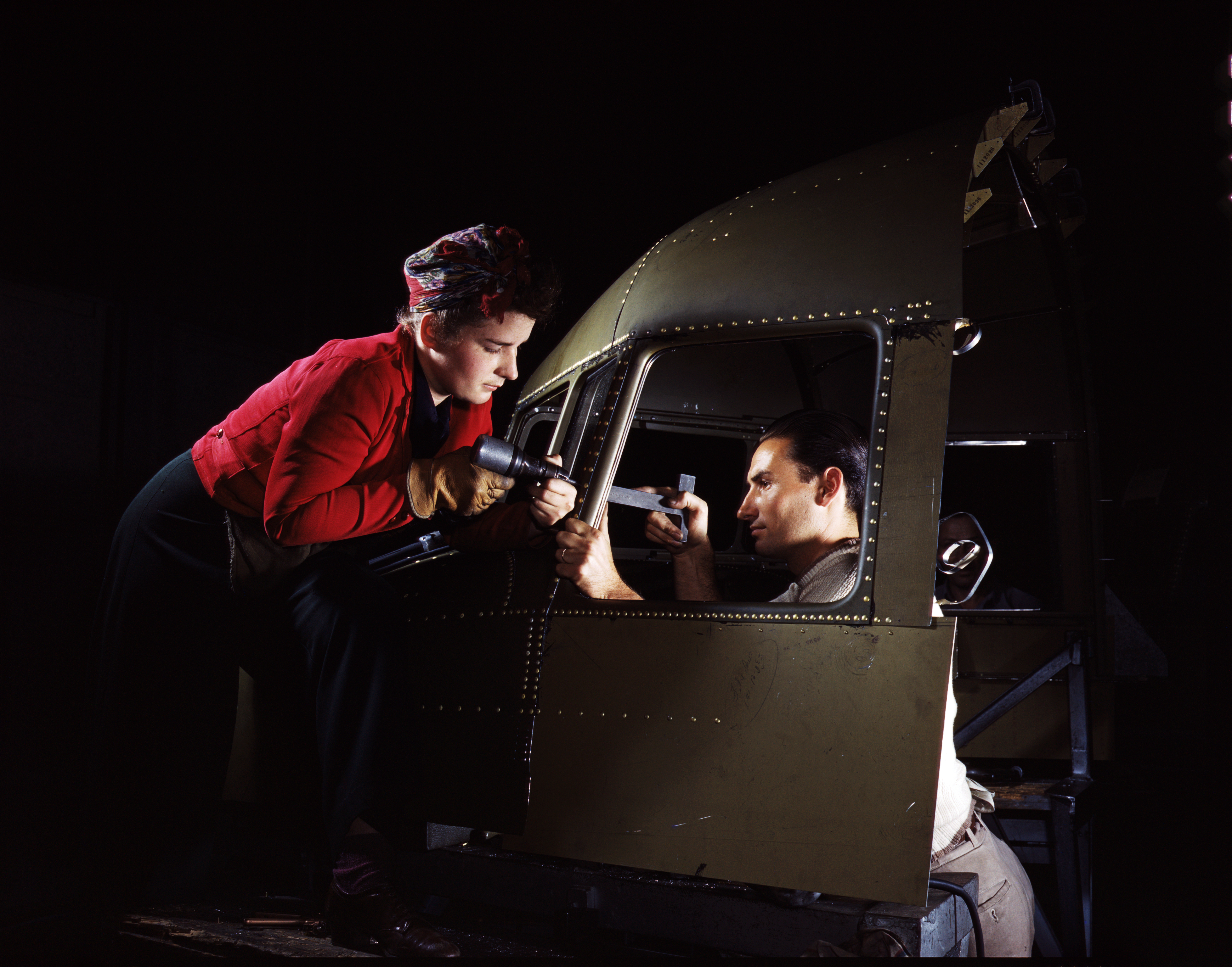
노스아메리칸의 C-47 수송기 조립 라인에서 함께 일하고 있는 남성 노동자와 여성 노동자. 1942년.

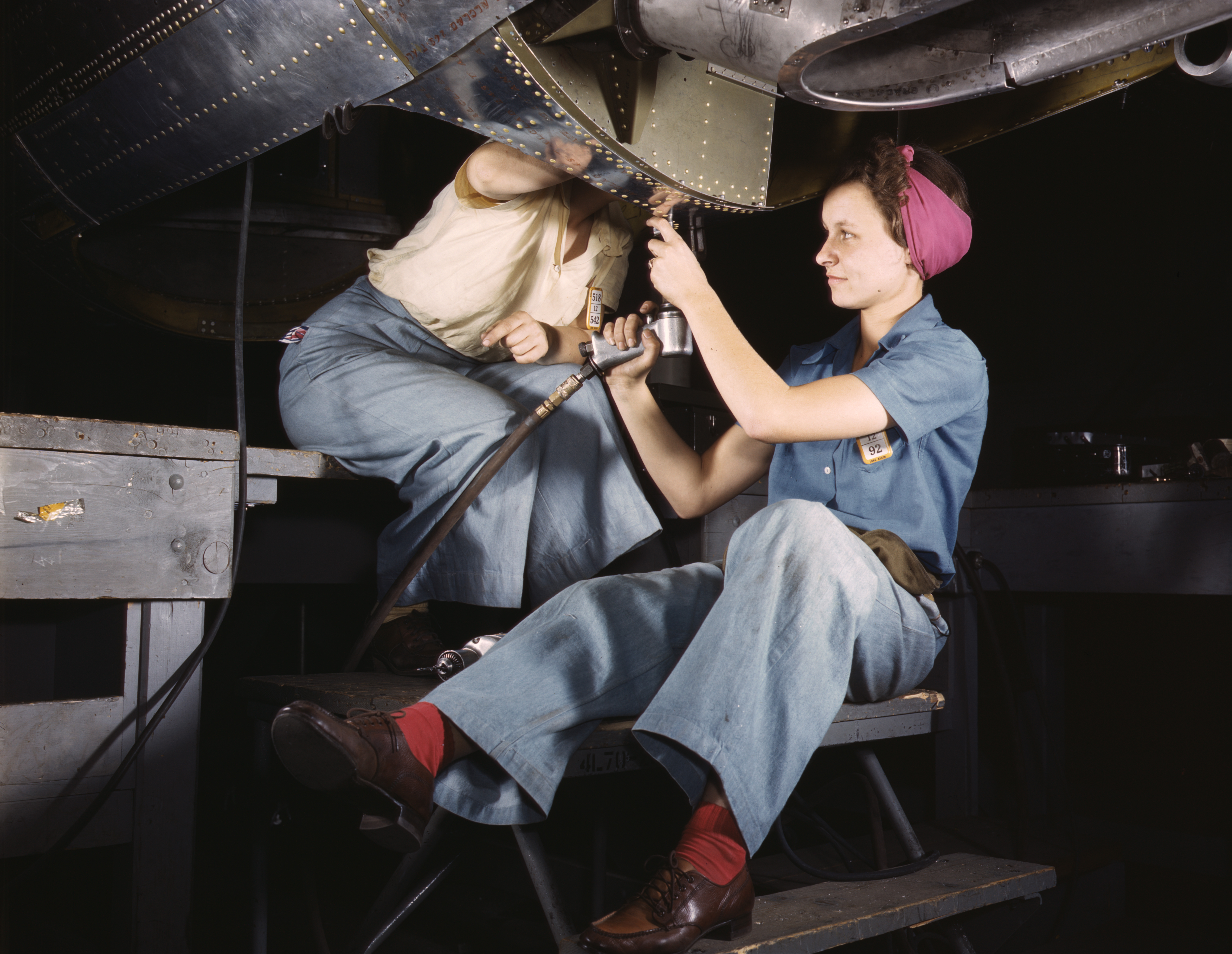
캘리포니아주 롱비치의 더글러스 에어크래프트 라인에서 폭격기를 제작하고 있는 여성 노동자. 1942년.

"리벳공 로지"라는 이름은 1942년 같은 이름으로 발표된 노래에서 유래하였다. 이 노래는 레드 에반스와 존 제이콥 로에브이 작곡하였다. 이 노래는 케이 카이저가 이끄는 빅 밴드를 비롯한 여러 음악가들이 녹음하였고, 미국 전역에서 유명세를 탔다. 노래에서 "로지"는 지칠줄 모르는 조립 라인 노동자로 전시 협력에 힘을 다하여 군수산업 표창인 프로덕션 "E"를 수상한다. 로지의 본명은 로지 보나비타로 캘리포니아 샌디에고에 있는 컨베이어 사에 근무한다. 1944년에는 로지를 주제로한 영화 《리벳공 로지》가 제작되었다.
1942년 발표된 로지 더 리베터의 가사
Rosie the Riveter

All the day long, whether rain or shine

She's a part of the assembly line

She's making history, working for victory

Rosie, brrrrrrrrrrr, the riveter

Keeps a sharp lookout for sabotage

Sitting up there on the fuselage

That little frail can do more than a male can do

Rosie, brrrrrrrrrrr, the riveter

Rosie's got a boyfriend, Charlie

Charlie, he's a Marine

Rosie is protecting Charlie

Workin' overtime on the riveting machine

When they gave her a production 'E'

She was as proud as a girl could be

There's something true about, red, white, and blue about

Rosie, brrrrrrrrrrr, the riveter

(후략)
비가 오는 날이건 화창한 날이건 언제나

그녀는 조립 라인의 일원이 되어

역사를 만드네 승리 위해 일하네

로지는, 브르르르르, 리벳공

파괴 공작은 없는 지 날카롭게 감시하고

동체 위에 앉아서

연약하다고 하여도 남자보다 더 잘 할 수 있다네

로지는, 브르르르르, 리벳공

로지에겐 남자 친구 찰리가 있지

찰리는 해병이라네

로지가 찰리를 지키네

잔업 근무로 리벳기를 다루며

프로덕션 E 표창을 받았을 때

그녀는 여자로서 더할 나위 없는 긍지를 가졌네

분명한 진실이 거기에 있지 적색, 흰색, 청색의 진실

로지는, 브르르르르, 리벳공

(후략)

노래 속 주인공 로지의 캐릭터는 실존 인물인 베로니카 포스터를 참조하여 구성되었다. 그녀는 1941년 제작된 전시 협력 포스터인 〈브렌 기관총을 만드는 로니〉의 모델이었다.
이 노래의 전파에 일조한 인물로는 "막대한 유산을 상속받고도 F4U 커세어 조립 공장에서 일한" 로저린드 P. 월터가 있다. 그녀는 훗날 뉴욕주 공중파 방송사인 WNET의 임원이 되었고, 오랫동안 〈찰리 로즈 인터뷰 쇼〉에 출연하였다.
리벳공 로지는 실존 인물인 로즈 윌 먼로와 밀접하게 관련이 있다. 먼로는 켄터키주 펄래스키 카운티에서 1920년에 태어나 제2차 세계 대전 중에 미시간주로 이사하였다. 그녀는 미시간주 입설랜티에 있는 윌로우 공항 비행기 공장에서 B-24 폭격기를 조립하는 리벳공으로 일했다. 먼로는 전시 협력을 홍보하는 영화에 출연하였고, 때마침 〈리벳공 로지〉 노래가 유행하였기 때문에 그녀는 이 노래와 가장 잘 어울리는 인물로 여겨지게 되었다. 이 즈음 "로지"는 시대를 대표하는 상징으로 널리 알려졌다. 로지는 영화와 포스터를 통해 전시 협력을 위해 일터에서 일하는 여성을 격려하는 데 쓰였다. 로즈 윌 먼로는 50세가 되던 해에 비행기 조종사 자격을 취득하여 그녀의 꿈을 이루었다. 1978년 먼로는 프로펠러 비행기를 조종하다 추락하였고 신장 하나와 왼쪽 시력을 상실하였다. 먼로는 1997년 5월 21일 인디애나주 클라크스빌에서 신부전증으로 사망하였다. 향년 77세였다.

## 사회적 영향

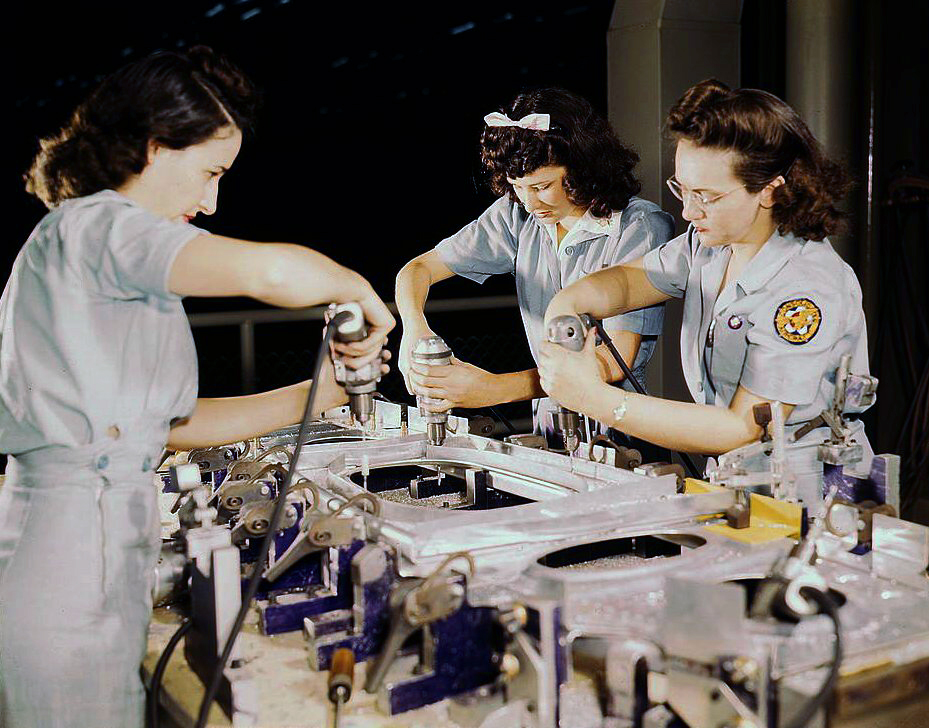
텍사스주 포트워스의 조립 라인에서 비행기 주익을 만들고 있는 여성 노동자. 1942년 10월

1944년 당시 미국의 방위 산업에 종사한 20에서 34세의 미혼 남성 노동자가 170만여 명이었던데 비해 같은 나이 대의 여성 노동자는 410만여 명에 달하였다. "리벳공 로지"의 이미지는 용접이나 리벳과 같은 산업 노동자를 반영한 것이었지만 실제 여성 노동자의 주요 일터는 공장이 아니라 경제 전반에 걸쳐있었다. 이러한 여성들은 자신들의 경험에 정부의 격려를 더해 스스로 "남성의 일"을 어떤 것이든 할 수 있으며 더 잘 할 수 있다고 여겼다. 또한 관습적으로 아프리카계 미국인과 백인들 사이를 가르던 직업의 경계 역시 무너졌다.
여성들은 "리벳공 로지"에 재빨리 반응하였고 애국심에서 비롯된 의무감으로 공장에 들어가 일했다. 어떤 사람들은 이렇게 일자리를 얻은 여성들이 전후에도 계속하여 그 자리에 남을 것이라고 남성의 일자리를 걱정하였지만, 다른 사람들은 전쟁이 끝나면 대다수의 여성들이 일자리를 남성에게 넘기고 다시 가정으로 돌아갈 것이라고 주장하였다. 실제 전쟁이 끝나자 공장에 남은 여성들은 그리 많지 않았지만, 이들은 가정으로 돌아간 것이 아니라 전통적으로 보다 여성의 취업에 개방적이었던 성직이나 서비스업과 같은 직업으로 이직하였다.
어찌되었든 제2차 세계 대전 당시 전시 협력의 일환으로 시작된 여성의 취업은 미국의 경제 생활 양상을 돌이킬 수 없는 방향으로 흐르게 하였다. 국가는 여성들이 아내와 엄마라는 전통적 역할로 복귀하길 기대하였지만, 여성들은 이를 계기로 서서히 오랜 기간에 걸쳐 여권 운동의 기반을 다지게 되었다. 캘리포니아 대학교 샌타바버라의 역사 교수이자 여성주의자인 레일라 J. 러프는 제2차 세계 대전에 대한 연구에서 "사상 최초로 여성 노동자의 공적인 이미지가 부각되었다. 여성들은 어머니, 가정적인 존재, 문명인이라는 그 때까지의 이미지를 리벳으로 봉해버렸다"라고 서술하였다.
마지막 "리벳공 로지"로 불린 엘리너 오토는 95세로 은퇴할 때까지 50년 동안 비행기 제조 라인에서 일하였다.

## 문화

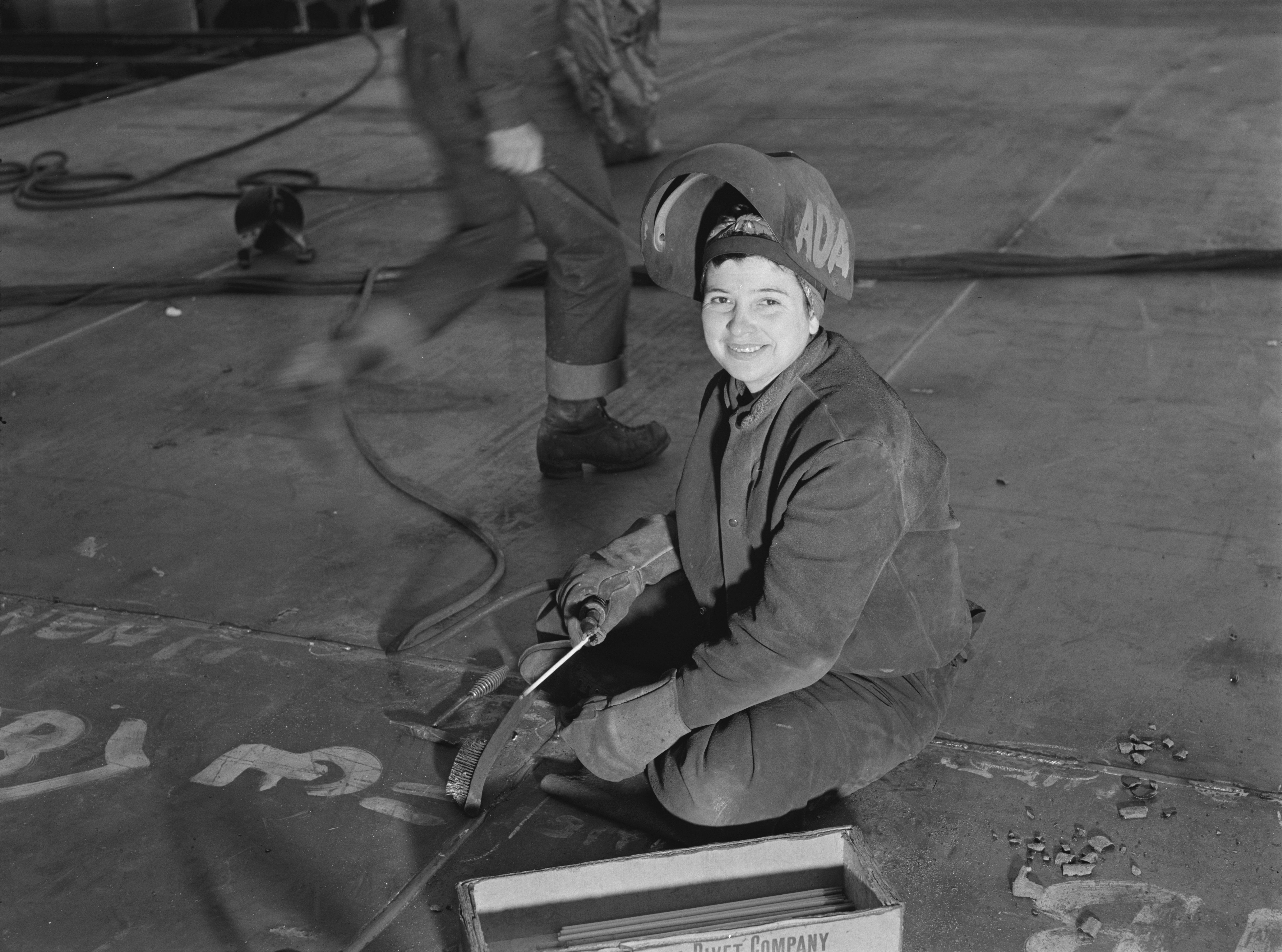
리치먼드 조선소의 "용접공 웬디"

페니 콜먼의 《리벳공 로지》에 따르면 캘리포니아의 리치먼드 조선소 노동자인 제닛 도일을 모델로 한 "용접공 웬디"와 같은 전시 협력 여성 노동자의 상징들이 있었다.
1960년대에 이르러 《배관공 조세핀》으로 유명세를 얻은  헐리우드 여배우 제인 위더스는 70년대까지 오랫동안 세정제 코멧의 광고 모델로 활약하였는데, 이 광고에서 위더스는 "로지"의 이미지를 차용하여 노동자로 분장하였다.
가수 핑크는 2010년 뮤직비디오 〈Raise Your Glass〉(잔을 들어라)에서 로지를 상징하는 복장을 하고 촬영하였다.

## 기념
1980년 코니 필드는 제2차 세계 대전 기간동안 남성의 일을 대체한 여성들의 이야기를 다룬 다큐멘터리 《더 라이프 앤드 타임스 오브 로지 더 리베터》(The Life and Times of Rosie the Riveter)를 제작하였다. 1999년에는 캐나다의 "로지"에 대한 다큐멘터리 《로지즈 오브 더 노스》(Rosies of the North)가 캐나다 국립 영상위원회에서 제작되었다. 캐나다의 여성들도 전시에 캐나디언 카 앤 파운드리에서 전투기와 폭격기를 생산하였다. 당시 캐나디언 카 앤 파운드리의 수석 항공 엔지니어는 엘지 맥걸이었다.
2000년 10월 4일 캘리포니아주 리치몬드의 조선서 한 켠에 리벳공 로지를 기념하는 역사 공원이 들어섰다. 200명이 넘는 예전의 로지들이 기념식에 참석하였다. 2014년 워싱턴 D.C.에서는 로지들이 손자 손녀 세대에게 자신들의 경험을 들려주자는 취지의 프로그램이 조직되어 200 명의 로지 이야기를 수집하였다.
2017년 3월 미국 상원은 "전국 로지의 날"을 승인하였다.

## 이미지

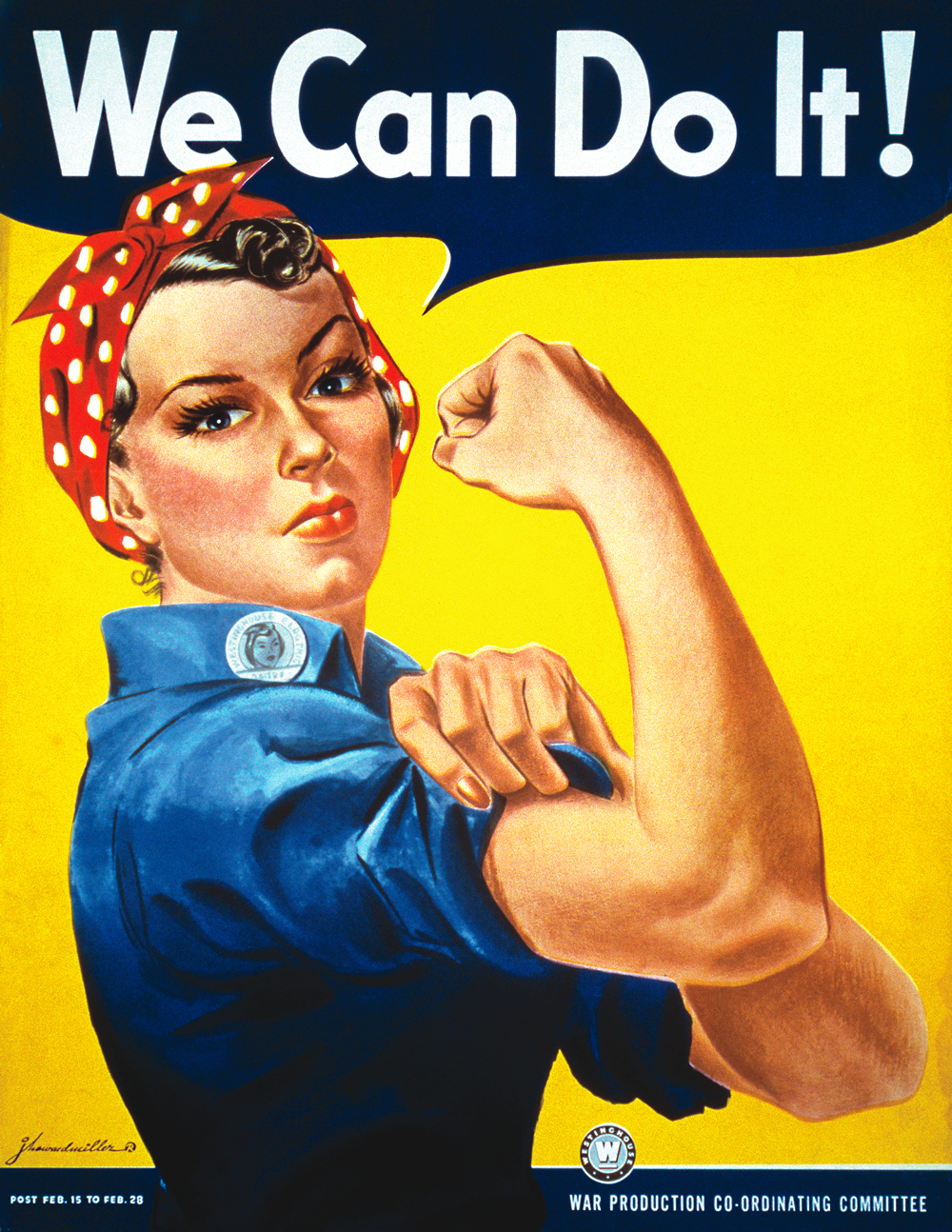
J. 하워드 밀러가 제작한 포스터 "We Can Do It!"

노먼 록웰의 《더 세러데이 이브닝 포스트》 표지 이미지, 리벳공 로지

1942년 웨스팅하우스 컴퍼니에서 근무하던 피츠버그의 J. 하워드 밀러는 전시 협력을 독려하는 여러 장의 포스터를 제작하였다. 그 가운데 여성 노동자의 전시 협력 포스터인 "We Can Do It!"는 훗날 재발견되어 크게 인기를 끌었다. 이 포스터의 모델은 유나이티드 프레스 인터네셔널이 촬영한 젊은 여성 노동자로 미시간주의 방위 산업체에서 일하던 게럴딘 도일로 알려졌지만 확실히 그녀인지는 의문이 있다. 포스터의 바탕이 된 실존 인물로 거론 되는 사람 가운데에는 캘리포니아 앨러메더 해군 항공대 라인에서 일하던 나오미 파커가 있다.
"We Can Do It!" 포스터는 1943년 2월 2주간에 걸쳐 배포되었으며 얼마 지나지 않아 사라졌다. 당시만 해도 이 포스터와 로지의 이미지는 큰 연관을 맺지 않았다. 그러나 1980년대 여성주의 활동가들이 이 포스터를 재발견하였고 그에 따라 로지의 이미지와 결합되면서 선풍적인 인기를 끌게 되었다.
실제 로지의 이름을 내걸었던 이미지는 잡지 《더 세러데이 이브닝 포스트》가 1943년 5월 29일 표지 사진으로 사용한 것이 있다. 노먼 록웰이 제작한 이 표지 이미지는 전년도에 발표되어 유행하고 있던 노래 〈로지 더 리베터〉를 구체적으로 표현한 것이었다. 자신의 이름을 적은 리벳기를 놓고 샌드위치로 간단한 점심을 하는 로지를 그렸다. 미국의 유명한 삽화가인 록웰은 당시 19세였던 메리 도일을 모델로 이미지를 그렸다. 그녀는 록웰의 이웃이었고 실제 리벳공은 아니었으며 전화 교환수로 일했다. 록웰은 실제 모델보다 더 몸집이 크게 나오도록 이미지를 그렸는데 잡지가 나간 뒤 모델에게 전화를 걸어 이 점을 사과하였다.

## 같이 보기
- 여성 노동자
- 워크에식
- 마거릿 버크화이트

### 참고 문헌
- Bourke-White, Margaret. "Women In Steel: They are Handling Tough Jobs In Heavy Industry". Life. August 9, 1943.
- Bowman, Constance. Slacks and Calluses – Our Summer in a Bomber Factory. Smithsonian Institution. Washington D.C. 1999. ISBN 1560983876
- Bornstein, Anna 'Dolly' Gillan. Woman Welder/ Shipbuilder in World War II. Winnie the Welder History Project. Schlesinger Library, Radcliffe College. February 16, 2005.
- Campbell, D'Ann. Women at War with America: Private Lives in a Patriotic Era (Harvard University Press: 1984) ISBN 0674954750
- Herman, Arthur. Freedom's Forge: How American Business Produced Victory in World War II, Random House, New York, 2012. ISBN 978-1-4000-6964-4.
- Knaff, Donna B. Beyond Rosie the Riveter: Women of World War II in American Popular Graphic Art (University Press of Kansas; 2012) 214 pages; excerpt and text search ISBN 9780700619665 OCLC 892062945
- Parker, Dana T. Building Victory: Aircraft Manufacturing in the Los Angeles Area in World War II, Cypress, CA, 2013. ISBN 978-0-9897906-0-4.
- Regis, Margaret. When Our Mothers Went to War: An Illustrated History of Women in World War II. Seattle: NavPublishing, 2008. ISBN 978-1-879932-05-0.
- "Rosie the Riveter" Redd Evans and John Jacob Loeb. Paramount Music Corporation, 1942.
- Rosie the Riveter Collection, Rose State College, Eastern Oklahoma Country Regional History. Center. [Rosie the Riveter Collection, Rose State College] March 16, 2003.
- Ware, Susan. Modern American Women A Documentary History. McGraw-Hill:2002.184.
- Wise, Nancy Baker and Christy Wise. A Mouthful of Rivets: Women at Work in World War II. San Francisco: Jossey-Bass Publishers, 1994.
- Regional Oral History Office / Rosie the Riveter / WWII American Homefront Project The Regional Oral History Office at the Bancroft Library of the University of California, Berkeley features a collection of over 200 individual oral history interviews with men and women who worked on the home front during World War II.